# AVIDAC

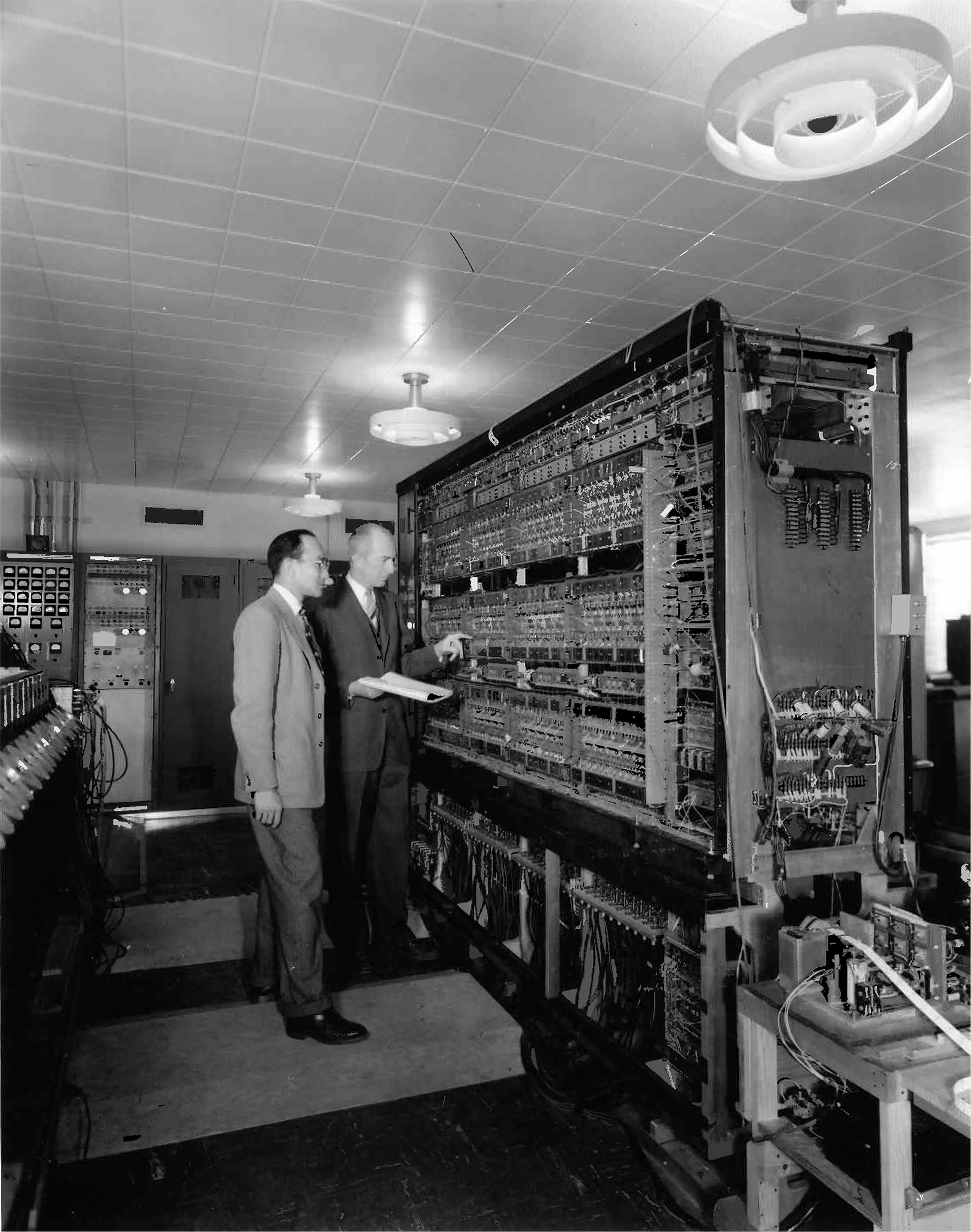
AVIDAC в 1953 г.

AVIDAC (аббр. от англ. Argonne Version of the Institute's Digital Automatic Computer, Аргоннская версия Институтского цифрового автоматического компьютера) — ранний компьютер, построенный в Аргоннской национальной лаборатории и основанный на архитектуре IAS-машины, разработанной Джоном фон Нейманом в конце 1940-х — начале 1950-х годов в Институте перспективных исследований. Он был построен в Физическом отделе Лаборатории, обошелся в 250.000 долларов США и был запущен 28 января 1953 года. Как и все другие компьютеры того времени, AVIDAC был построен в единственном экземпляре и не мог обмениваться программами с другими компьютерами, даже теми, что были построены по образцу той же IAS-машины.
Решение о постройке компьютера по образцу IAS-машины было принято в Лаборатории в 1949 году. По совету Германа Голдстайна проект AVIDAC возглавил Джеффри Чуан Чу, с которым Голдстайн был знаком по работе над компьютерами ENIAC и EDVAC. Строительство компьютера началось в 1950 году и было закончено в 1951, таким образом, он вступил в строй раньше своего прародителя — IAS-машины.
Компьютер был «компактным» по меркам того времени, он занимал целую комнату. В нем было использовано 2.500 вакуумных ламп, 8.000 резисторов и примерно 3,5 мили проводов. Модуль памяти мог хранить 1.024 десятичных 20-разрядных числа в 40 5-дюймовых трубках Уильямса.
Команда инженеров, построившая AVIDAC, год спустя помогла построить аналогичный компьютер ORACLE для Окриджской национальной лаборатории, а в 1957 году еще один компьютер — GEORGE для Аргоннской национальной лаборатории.